# Karina Jordán

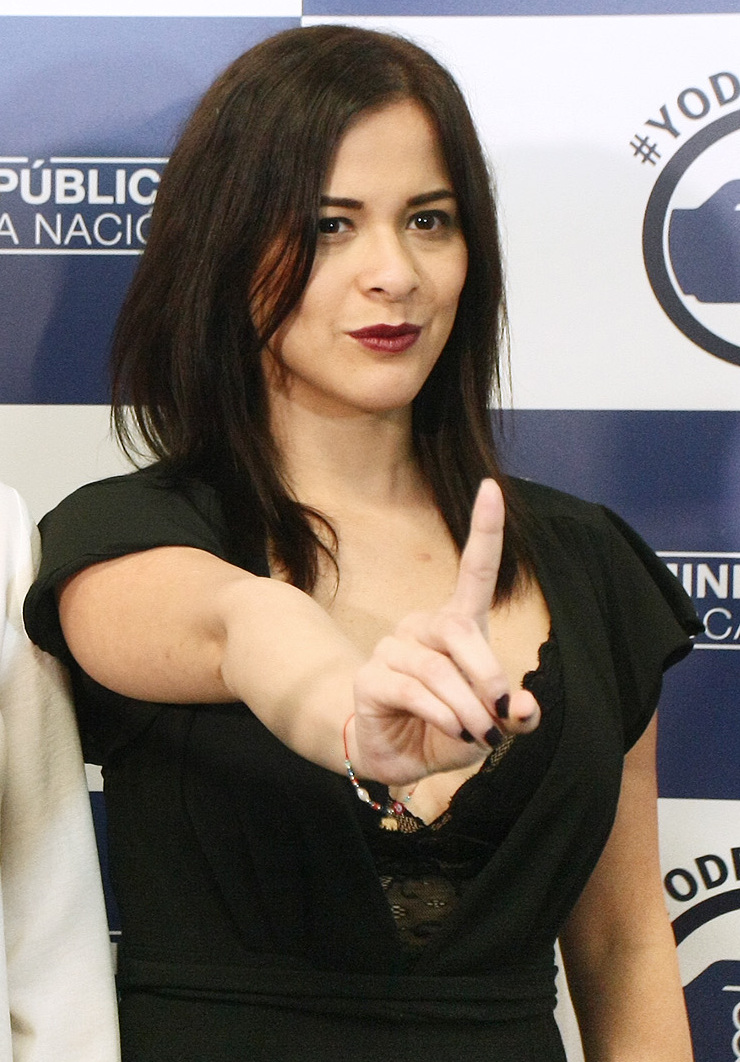
Karina Jordán

Karina Fiorella Jordán Manrique (* 18. Dezember 1985 in Lima) ist eine peruanische Schauspielerin.

## Leben
Jordán besuchte die Schauspielschule an der Päpstlichen Katholischen Universität (TUC) von Peru. Sie erhielt dort eine Ausbildung in den Bereichen Ausführung, Produktion und Schauspielunterricht und belegte einen Regiekurs und weitere Workshops bei dem Regisseur Jorge Chiarella. Des Weiteren besuchte sie beispielsweise Workshops von Sandro Calderon, Maritza Gutti, Ana Maria Jordan, Javier Echevarria und war Schülerin von Jorge Guerra, Alberto Sola, Marisol Palacios, Mateo Chiarella, Alonso Alegría, Ana Correa. Jordán erhielt zwei Jahre lang Tanzunterricht bei Mirella Carbone in zeitgenössischem Tanz und erlangte Grundkenntnisse im Ballett. Zwei weitere Jahre nahm sie Gesangsunterricht bei Denisse Dibós, um sich auf Rollen in Musik- und Theaterstücken vorzubereiten.

## Filmografie (Auswahl)
Telenovelas
- 2007: Baila Reggaettón
- 2007: Golpe A Golpe
- 2008: Sabrosas
- 2008: La Fuerza Fénix
- 2009: Clave Uno: Médicos En Alerta

2012: Ana Christina

## Theaterauftritte (Auswahl)
- 2003: Laberinto de mounstruos
- 2008: La Orestiada
- 2008: La Prisión de los Ángeles
- 2008: La Nona
- 2008: El Mentiroso
- 2009: La asombrosa fábula del Rey Ciervo
- 2010: Rent